# Cicadins
Els cicadins (Cicadinae) són una subfamília d'insectes hemípters de la família dels cicàdids (Cicadidae).

## Tribus
Inclosos gèneres notables.
- Burbungini

- Cicadatrini (de vegades inclos a Cicadini)
  - Cicadatra
  - Psalmocharias

- Cicadini
  - Cicada
  - Euterpnosia
  - Illyria
  - Leptosemia
  - Neocicada
  - Terpnosia

- Cyclochilini
  - Cyclochila
  - Psaltoda

- Dundubiini
  - Aceropyga
  - Calcagninus
  - Cosmopsaltria
  - Diceropyga
  - Dundubia
  - Macrosemia
  - Maua
  - Meimuna
  - Nabalua
  - Orientopsaltria
  - Platylomia
  - Purana
  - Tanna

- Fidicinini
  - Dorisiana
  - Fidicina
  - Fidicinoides
  - Ollanta
  - Proarna

- Gaeanini

- Hyantiini
  - Hyantia
  - Mura
  - Quesada

- Jassopsaltriini

- Tibiceninae / Lyristini
  - Tibicen / Lyristes

- Moganniini
  - Mogannia

- Oncotympanini (disputat)
  - Oncotympana

- Platypleurini
  - Platypleura
  - Pycna
  - Ugada

- Pomponiini
  - Megapomponia
  - Pomponia

- Tacuini
  - Tacua

- Talcopsaltriini (disputat)

- Tamasini

- Thophini
  - Thopha
  - Arunta